# Antônio Jacó da Paixão

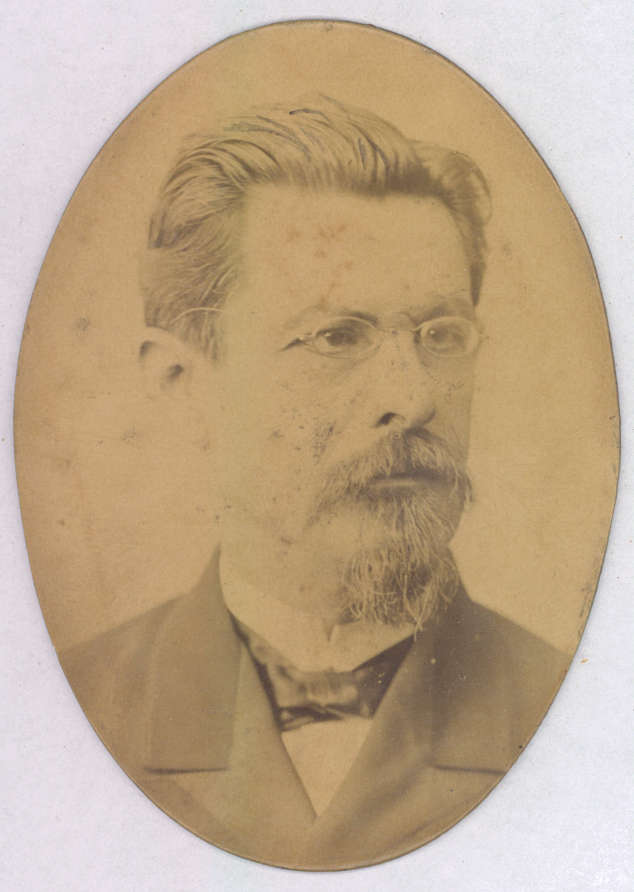
Antônio Jacob da Paixão

Antônio Jacó da Paixão (Senhor do Bom Jesus do Rio Pardo (actual Argirita), entonces distrito de Leopoldina; el 28 de noviembre de 1842-Rio Novo, 26 de septiembre de 1912) fue uno de los signatarios de la Constitución brasileña de 1891.
Abogado, se graduó en 1875 en Ciencias Jurídicas y Sociales en la Facultad de Derecho de São Paulo (Facultad de Derecho del Largo de São Francisco).
De origen más o menos modesto (su padre era empresario en el interior de Minas Gerais), era el alumno más antiguo de su promoción y para quedarse en São Paulo fue socio de una farmacia junto a su amigo João José Prestes Pimentel, farmacéutico y bisabuelo de Fernando Damata Pimentel, exgobernador de Minas Gerais.
Luego de completar sus estudios de derecho, se mudó a Rio Novo, Minas Gerais, donde inició su carrera política.
Exalumno del Externato Aquino, en Río de Janeiro, una vez una de las mejores instituciones educativas de Brasil.
Estudió ciencias humanas en la escuela diurna del Monasterio de São Bento, en Río de Janeiro, después de completar el curso de filosofía. Se tituló para la docencia con especialización en aritmética, álgebra y geometría.
Fue electo a la Asamblea Provincial de Minas Gerais en los bienios 1880-1881, 1882-1883 y 1884-1885, donde se desempeñó como líder del Partido Liberal en la cámara legislativa. Durante su primer año en el cargo, fue el autor del proyecto y el principal articulador de la 3.ª y definitiva emancipación política de São João Nepomuceno, precisamente en relación con Rio Novo, la ciudad en la que vivía en ese momento. .
Se hizo republicano en 1886, por tanto, antes de la proclamación de la república. Como miembro del Partido Republicano Mineiro (PRM), fue electo diputado al Congreso Nacional Constituyente, ejerciendo el mandato de diputado general en la 1.ª legislatura (1891-1893) y en la 3.ª legislatura (1897-1899).
Fue uno de los siete notables elegidos para redactar la Constitución del Estado de Minas Gerais el 15 de junio de 1891. El proyecto fue aprobado ad referéndum de la futura asamblea constituyente.
Antônio Jacó da Paixão es padre del magistrado Leovigildo Leal da Paixão, hermano del médico Tibúrcio Antônio da Paixão, hijo mayor de Antônio Júlio da Paixão y primo de Rodolfo Gustavo da Paixão (presidente del estado de Goiás en el gobierno provisional del Mariscal Deodoro de Fonseca).
Fue descrito por Almeida Nogueira en "A Academia de São Paulo: Tradições e Reminiscencias, Estudantes, Estudantões, Estudantadas" como alto, esbelto, moreno, de pelo negro, bigote y perilla.